# Calathea densa
Calathea densa är en strimbladsväxtart som först beskrevs av Karl Heinrich Koch och Jean Jules Linden, och fick sitt nu gällande namn av Eduard August von Regel. Calathea densa ingår i släktet Calathea och familjen strimbladsväxter. Inga underarter finns listade.